# Nationalstadion Serbien
Das Nationalstadion Serbien (serbisch Стадион Србија Stadion Serbien) ist ein im Bau befindliches Fußballstadion in Surčin am westlichen Stadtrand der serbischen Hauptstadt Belgrad. Der Neubau wird das Stadion Rajko Mitić von Roter Stern Belgrad als Hauptspielstätte der serbischen Fußballnationalmannschaft ablösen. Es soll rund 52.000 Sitzplätze bieten und bei Bedarf auf 60.000 ausbaubar sein.

## Geschichte
Anfang Januar 2019 gab der serbische Finanzminister Siniša Mali in seinem Neujahrsinterview gegenüber der Tageszeitung Blic bekannt, dass der Bau der neuen Heimspielstätte der serbischen Fußballnationalelf im Frühjahr des Jahres beginnen solle. Das Projekt Stadium City umfasste auch Wohn- und Geschäftshäuser, einen Technologiepark, Ausstellungsgebäude und einen Wasserpark. Finanzielle Mittel waren dafür im Staatshaushalt 2019 vorgesehen. Bei der Bauzeit rechnete man mit zweieinhalb bis drei Jahren. Es wurden Gespräche mit potentiellen Mietern für die Gewerbeflächen geführt. Im Juni 2020 wurde die im Oktober 2019 vom Entwicklungsprogramm der Vereinten Nationen durchgeführte Ausschreibung für das Design des 2013 initiierten Projekts abgesagt. Der serbische Staat war wegen der durch die COVID-19-Pandemie gestiegenen Kosten nicht in der Lage, neue finanzielle Verpflichtungen einzugehen. Für den Bau sollte ein Kredit über 250 Mio. Euro aufgenommen werden.
Im Oktober 2021 wurden neue Pläne für den Stadionbau vom Ministerium für Bau, Verkehr und Infrastruktur sowie dem städtischen Institut der Stadt vorgestellt. Neben den Entwurfsplänen wurde die vollständige Dokumentation des Raumplans und eine strategische Umweltbewertung des Sondergebiets des Stadions öffentlich präsentiert. Das Aussehen, seine Lage, die Kosten und die Nutzungspläne dargelegt. Das Stadionprojekt trägt den kurzen Namen Стадион Србија (deutsch Stadion Serbien). Die Kosten wurden mit 257 Mio. Euro beziffert. Bei einer möglichen Fertigstellung 2025 sollte es eines der modernsten Stadien der Region sein und ein Einkaufszentrum bieten. Das Stadion soll per Bahn mit dem Stadtzentrum verbunden werden.
Am 1. Mai 2024 wurde die Grundsteinlegung, in Anwesenheit von Staatspräsident Aleksandar Vučić, durchgeführt. Die Errichtung wird von Power China (China Power Construction Corporation) ausgeführt. Das weitere Gelände wird u. a. drei Themenparks und 10.000 Parkplätze sowie zwei Golfplätze umfassen. Das neue Nationalstadion wird auf einem rund 32 Hektar großen Gelände, zwischen der Ringautobahn und der Autobahn Miloš Veliki, in Nachbarschaft zum Standort der Weltausstellung Expo 2027, nahe den Flüssen Save und Donau, errichtet. Um das Stadion soll ein neuer Stadtteil entstehen. Das Baugelände liegt 5,4 km vom Nikola-Tesla-Flughafen und 13,5 km vom Stadtzentrum der serbischen Hauptstadt entfernt. Das spanische Architekturbüro Fenwick Iribarren Architects (FIA) wurde mit dem Entwurf beauftragt. FIA war u. a. für drei Entwürfe der acht Stadien, das Stadion 974, das al-Thumama-Stadion und das Education City Stadium, der Fußball-Weltmeisterschaft 2022 in Katar verantwortlich.
Der kreisrunde, an das WM-Stadion Estádio Nacional de Brasília Mané Garrincha in Brasília erinnernde, Neubau soll die Anforderungen der Verbände UEFA (Stadionkategorie 4) und der FIFA erfüllen. Der obere Rand der doppelstöckigen Tribünen ist wellenförmig, zu den Ecken hin abfallend, angelegt. Zwischen Ober- und Unterrang sind die Logen umlaufend angeordnet. Die Dachmembran wird mithilfe von Stahlseilen über den Zugring, der auch die Strahler der Flutlichtanlage trägt, gespannt. Auffälligstes Merkmal des Stadions ist die über vier Ebenen angelegte Fassade. An Stahlseilen aufgehängt werden drei von ihnen mit Pflanzen und Bäumen begrünt. Eine ähnliche Bepflanzung der Fassade wurde beim Nationalstadion Tokio, dem Olympiastadion der Sommerspiele 2020, praktitiziert. Das „grüne“ Nationalstadion soll durch Cafés, Kioske, Restaurants und Freizeitbereiche ganzjährig für die Besucher geöffnet sein.
Es wird bei der Errichtung viel Bauholz, wie bei der Fassade, verwand. Der äußere Druckring und der innere Zugring des Dachs werden durch Holzbalken verbunden. Die genaue Sitzplatzzahl soll bei 52.241 liegen. Der Durchmesser des Baus wird bei 292 m und die Höhe bei 54 m liegen. Insgesamt sollen 145.000 m³ Beton und 19.000 t Stahl verbaut werden. Als Zieldatum der Fertigstellung ist der 1. Dezember 2026 angesetzt. Es sollen auch 1500 neue Wohnungen entstehen. Nach Aussage von Präsident Vučić soll das Endspiel der UEFA Europa League 2028 im Belgrader Neubau stattfinden. Diskussionen gibt es um die Baukosten. Das ähnlich große San Mamés im spanischen Bilbao kostete 210 Mio. Euro. Die Kosten des Nationalstadions sollen bei 910 Mio. Euro liegen. Eine Steigerung sei durch die Verteuerung der Baustoffe und der Arbeitskosten erklärbar, aber nicht um die fast fünffache Summe. Bürgermeisterkandidat Savo Manojlović vermutet, dass durch Korruption 600 bis 700 Mio. Euro verschwunden sind. Es hätte für den Bau eines Abwassersystems genutzt werden können, von dem 40 Prozent der Belgrader Einwohner profitieren würden, oder für die Trinkwasserversorgung der autonomen Provinz Vojvodina.